# 사쿠라지마 지진

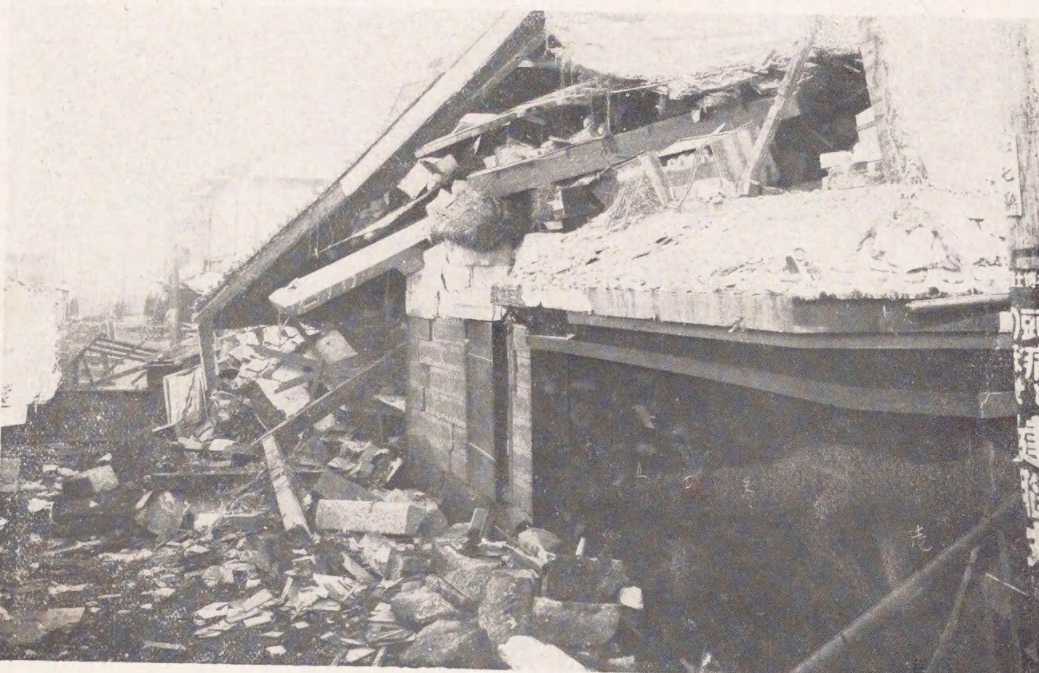
지진 피해

사쿠라지마 지진(일본어: 桜島地震)은 1914년 1월 12일 가고시마현의 사쿠라지마 부근에서 발생한 지진이다. 지진 규모는 M7.1. 사쿠라지마의 다이쇼 대분화으로 인하여 지진이 발생했다. 이 지진으로 29명이 사망했다. 또한, 다이쇼 대분화으로 58명이 사망했다.